# エミール・ボイト
エミール・ボイト (Emil Robert Voigt、1882年12月 - 1973年10月16日)は、イギリス・マンチェスター出身の陸上競技選手。1908年ロンドンオリンピックの金メダリストである。

## 経歴
ボイトは1908年ロンドンオリンピックの5マイル(8.05 km)に出場。予選は第2組に登場。2位に約30秒の差をつける26分13秒4でゴール。3日後の決勝にコマを進めた。そして決勝では、25分11秒2で、2位に入った同じイギリスのエドワード・オーウェンに約10秒の差をつけ金メダルを獲得した。次の1912年ストックホルムオリンピックからは5マイルは5000mと10000mに取って代わったため、ボイトは最後のチャンピオンとなった。
ボイトは1908年、1909年の英国AAA選手権の4マイルを制覇。1910年の1マイルを制した後、現役を引退。1911年にオーストラリアへラジオ局の設立のため移住。1948年にはニュージーランドに移住し、1973年にオークランドで90歳で亡くなった。